# Пина колада
«Пи́на кола́да», «пи́нья кола́да» (исп. piña colada — «процеженный ананас») — традиционный карибский алкогольный коктейль на основе светлого рома с кокосовым молоком и ананасовым соком.
Коктейль классифицируется как лонг дринк и входит в число официальных коктейлей Международной ассоциации барменов (IBA), категория «Современная классика» (англ. Contemporary classics). Объявлен национальным напитком Пуэрто-Рико.

## Этимология
Название piña colada (исп.) буквально означает «процеженный ананас», отсылка к свежевыжатому и процеженному ананасовому соку, используемому при приготовлении напитка.

## История
Изначально под названием исп. piña colada подразумевался свежий ананасовый сок, который подавали процеженным (colado). Непроцеженный носил название sin colar. Затем в состав напитка был включён ром. Вполне возможно, что толчком к изобретению «Пи́на кола́да» в современном виде послужило распространение в 1940-х годах Пуэрто-Рико промышленно производимых кокосовых сливок Coco López. По одной из версий, рецепт «пина колада» родился в 1954 году в баре отеля Caribe Hilton в Сан-Хуане; хотя большинство версий называют местом рождения коктейля Пуэрто-Рико, в качестве времени изобретения коктейля фигурируют 1950-е, 1960-е и даже XIX век. Напиток приобрёл огромную популярность и стал гордостью Пуэрто-Рико; в 1978 году «пина колада» был объявлен национальным напитком Пуэрто-Рико.
В кодификацию IBA коктейль вошёл в 1961 году.
Популярности коктейлю прибавила песня Руперта Холмса The Piña Colada Song, которая возглавляла американские чарты на рубеже 1979 и 1980 гг.
В США 10 июля отмечается Национальный день пинья-колады.
Икона джаза и флюгельгорн Чак Менджоне также выпустил мелодию под названием «Piña Colada» в своем альбоме 1979 года Fun and Games.

## Приготовление
Рецепт коктейля по IBA:
- 50 мл светлого рома
- 30 мл кокосовых сливок
- 50 мл ананасового сока

Ингредиенты вместе с дробленым льдом перемешиваются в блендере (метод «бленд»). Коктейль подается в большом стакане типа гоблет или харрикейн с соломинкой и украшается долькой ананаса и коктейльной вишней.
Один из первых рецептов пина колады был опубликован в Нью-Йорк Таймс в апреле 1950 года; в этом рецепте использовались в равных долях светлый и темный ром, а в ананасовый сок добавлялся сок лайма.
В современных рецептах кокосовое молоко заменяют на кокосовый ликёр. Причины такой замены — большая простота приготовления и придание коктейлю одновременно большей сладости и крепости.
Существуют другие варианты замены кокосового молока — на кокосовые сливки, кокосовый сироп, толченый кокос.
В качестве «экзотического» метода подачи коктейль наливают в скорлупу кокосового ореха; утверждается, что это традиционный способ подачи на Антильских островах.

## Вариации
- Безалкогольная Пина кола́да (virgin colada) — без рома
- Чи Чи — вместо рома используется водка
- Байя — с добавлением сливок
- Майами Вайс или Поток лавы — смешанные вместе клубничный Дайкири и Пина колада
- Амареттоколада — светлый ром, ликер амаретто, кокосовыe сливки, ананасовый сок
- Яблочная, дынная, клубничная колады — с заменой ананасового сока на другой
- Банановая колада — с добавлением свежего банана, сливок и сахарного сиропа